# 대만 영화
대만 영화는 중화민국(대만)의 영화를 가리킨다.
중화민국은 3대영화제작사가 주축을 이루면서 영화활동을 전개하고 있다. 그 하나는 국민당(國民黨)이 주관하는 중앙전영공사(中央電影公司)로서 대북(臺北)시에 9개의 영화관을 갖고 있고 여타도시에도 많은 배급관을 확보하고 있다. 국방성 총정치전략국소속의 중국영화 스튜디오는 기록영화·뉴스영화 등을 만들고 있다. 나머지 하나는 대만지방정부가 경영하는 대만영화스튜디오이다. 이 3개의 영화제작소에서는 국책 영화제작을 비롯하여 여러 가지 극영화도 만든다. 독립프로덕션으로는 그랜드 영화공사, 그리고 홍콩의 왕성한 영화제작사 쇼브라더즈의 대만지부를 필두로 자그마치 160개의 프로덕션이 있다. 영화관수는 1960년 현재 540관.
1922년 <할아버지를 구한 고아>로부터 시작되는 중국영화는 중공이 본토를 장악하자 그들대로의 정치색 짙은 영화제작에 몰두했고 중화민국은 대만에서 다시 새로운 영화제작의 기틀을 마련해야 했다. 중화민국의 영화는 홍콩영화와 더불어 대만뿐 아니라 화교(華僑)가 널리 흩어져 있는 동남아시장에 배급망을 확보하고 있다. 중국영화의 특색은 국책적인 영화나 동양적인 멜로드라마가 적지 않으나 예술적으로는 낙후하여 아직도 세계적인 평가를 얻는 경우가 드물다. 경극(京劇)을 영화로 옮긴 중국적 창극 영화, 중국고유의 검술 영화가 대중적으로 인기를 얻으면서 오락적인 측면을 담당해 나가고 있으나 그 근자에는 현실문제를 다룬 예술적인 의욕이 드러나 1964년 아시아 영화제에서 작품상을 받은 <굴 따는 처녀>는 높은 평가를 받은 가작(佳作)이었다. 1967년 이래 문화교육성 주최로 '금마상(金馬奬)'이 수상되는 만다리 국제영화제가 신설되어 1971년에는 <티잉이야기>가 작품상을 수상했고 감독상은 <무기수색자>를 감독한 팅살시가 차지했다.

## 같이 보기
- 중국 영화
- 금마장